# دوناتاس سلانينا
دوناتاس سلانينا (بالليتوانية: Donatas Slanina)‏ مواليد 23 أبريل 1977 في شياولياي، الجمهورية الليتوانية السوفيتية الاشتراكية، هو مدرب كرة سلة ليتواني ولاعب سابق. بدأ مسيرته الاحترافية في سنة 1993. وهو مدرب مساعد لفريق بالاكانسترو ريجيانا. مثّل منتخب بلاده. شارك في دورة الألعاب الأولمبية الصيفية سنة 2004. حقق المركز الأول في بطولة أمم أوروبا لكرة السلة 2003. اعتزل اللعب في 2013.

## المسيرة الاحترافية
لعب مع شياولياي من سنة 1993 إلى 1999، ثم لعب مع زالغيريس لكرة السلة من سنة 1999 إلى 2002، ثم لعب مع نادي إشبيلية لكرة السلة في الدوري الإسباني من سنة 2002 إلى 2006، ثم لعب مع أسكو غدينيا من سنة 2006 إلى 2008، ثم لعب مع سي بي مورسيا في الدوري الإسباني في موسم 2008–2009، ثم لعب مع بالاكانسترو ريجيانا في الدوري الإيطالي من سنة 2009 إلى 2013.

## سجل المنافسة
شارك في المنافسات التالية:
- بطولة أمم أوروبا لكرة السلة 2003
- الألعاب الأولمبية الصيفية 2004

## الميداليات
| الميدالية | المسابقة                         |
| --------- | -------------------------------- |
| ذهبية     | بطولة أمم أوروبا لكرة السلة 2003 |

## إحصائيات المسيرة

### الدوري الأوروبي
| السنة   | الفريق              | لعب | بدأ | دقيقة | ميداني% | ثلاثية | حرة  | ارتداد | صنع | استلاب | تصدي | نقطة | أداء |
| ------- | ------------------- | --- | --- | ----- | ------- | ------ | ---- | ------ | --- | ------ | ---- | ---- | ---- |
| 2000–01 | زالغيريس لكرة السلة | 12  | 9   | 28.2  | .580    | .552   | .870 | 3.3    | 1.0 | .7     | .3   | 14.5 | 13.7 |
| 2001–02 | زالغيريس لكرة السلة | 14  | 6   | 30.5  | .456    | .323   | .882 | 2.7    | 1.7 | 1.0    | .0   | 16.6 | 11.1 |
| 2006–07 | أسكو غدينيا         | 20  | 15  | 26.0  | .547    | .337   | .896 | 1.8    | 1.5 | .8     | .1   | 10.9 | 9.2  |
| 2007–08 | أسكو غدينيا         | 14  | 12  | 28.1  | .491    | .424   | .818 | 1.9    | 1.9 | .8     | .1   | 11.1 | 8.5  |

## روابط خارجية
- دوناتاس سلانينا على موقع الاتحاد الدولي لكرة السلة (الإنجليزية)
- دوناتاس سلانينا على موقع الدوري الإسباني لكرة السلة (الإسبانية)
- دوناتاس سلانينا على موقع كرة السلة الأوروبية.كوم (الإنجليزية)
- دوناتاس سلانينا على موقع ريلجم (الإنجليزية)
- دوناتاس سلانينا على موقع بروبوليرز (الإنجليزية)
- دوناتاس سلانينا على موقع سبورتس رفرنس (الإنجليزية)
- دوناتاس سلانينا على موقع أوليمبيديا (الإنجليزية)